# Бакенинг
Баке́нинг (также Бакенин, Бенникен) — потухший стратовулкан на востоке полуострова Камчатка.
Расположен в верховьях реки Камчатки, Быстрой и Авачи. Популярен среди профессиональных фотографов с долины р. Тимонова. Вулкан изрезан барранкосами, имеет зубчатые гребни, по сторонам обрывается острыми скалами. Абсолютная высота 2 278 м над уровнем моря, что больше чем в два раза превышает соседние горные вершины. Сложен в основном пористыми, светлыми и бурыми лавами, содержащими амфиболово-пироксеновый андезит. Обнаруживаются лавовые и лапиллевые потоки. Расположен на краю кальдеры, дно которой занято озёрами Дитмара и озером истока р. Быстрой.
У подножия на высоте 897,2 метра над уровнем моря находится Безымянное озеро. 

## См.также
- Список вулканов России
- Вулканы Камчатки